# MKS Dąbrowa Górnicza
El Miejski Klub Sportowy Dąbrowa Górnicza es un equipo de baloncesto polaco con sede en la ciudad de Dąbrowa Górnicza, que compite en la Energa Basket Liga, la máxima división de su país. Disputa sus partidos en la Hala Centrum, con capacidad para 2,944 espectadores.

## Historia
El club fue fundado en 1992 y es la sección de baloncesto del club deportivo MKS Dąbrowa Górnicza. En la temporada 2002-2003, el club ascendió a la II Liga (3.ª división polaca). En la temporada 2007-2008, se proclamaron campeones de su grupo y ascendieron a la I Liga (2.ª división polaca), permaneciendo en ella hasta la temporada 2013-2014.
En la temporada 2014-2015, recibieron una invitación de la TBL, ya que habían aumentado el n.º de equipos de 12 a 16. El mayor éxito del club se produjo en la temporada 2016-2017, cuando quedaron 6.º en liga, consiguiendo clasificarse para play-offs.

## Registro por Temporadas
| Temporada | División | Liga   | Posición | Play-Offs        | Copa Polaca      | Competición Europea |
| --------- | -------- | ------ | -------- | ---------------- | ---------------- | ------------------- |
| 2010–11   | 2.ª      | I Liga | 2.º      | Semifinales      | –                | –                   |
| 2011–12   | 2.ª      | I Liga | 7.º      | Semifinales      | –                | –                   |
| 2012–13   | 2.ª      | I Liga | 2.º      | Cuartos de Final | –                | –                   |
| 2013–14   | 2.ª      | I Liga | 5.º      | Cuartos de Final | –                | –                   |
| 2014–15   | 1.ª      | TBL    | 11.º     | –                | –                | –                   |
| 2015–16   | 1.ª      | TBL    | 10.º     | –                | –                | –                   |
| 2016–17   | 1.ª      | PLK    | 6.º      | Cuartos de Final | Cuartos de Final | –                   |
| 2017–18   | 1.ª      | EBL    |          |                  |                  | –                   |

## Palmarés

### Liga
- I Liga

-   - Semifinales (3): 2010, 2011, 2012

- II Liga

-   -  Campeones Grupo C (1): 2008

## Jugadores destacados
| - Dominik Mavra - Drago Pasalić - Laimonas Chatkevičius - Paulius Dambrauskas - Paweł Bogdanowicz - Tomasz Deja - Jakub Dłoniak - Mateusz Dziemba - Michał Gabiński - Michael Goj - Michael Gospodarek - Paweł Gradzik - Grzegorz Grochowski - Jakub Karolak - Jakub Koelner | - Maciej Kucharek - Rafał Kulikowski - Adam Lisewski - Łukasz Majchrowski - Grzegorz Małecki - Adam Metelski - Piotr Pamuła - Jakub Parzeński - Marcin Piechowicz - Marek Piechowicz - Mateusz Szczypiński - Przemysław Szymański - Bartłomiej Wołoszyn - Bartosz Wróbel - Aleksander Załucki | - Jakub Załucki - Paweł Zmarlak - Aleksandar Mladenović - Jovan Novak - Aaron Broussard - Ken Brown - Sam Dower - Kendall Gray - Alex Hamilton - Kerron Johnson - Myles McKay - Dalton Pepper - D.J. Shelton - Roderick Trice - David Weaver | - Byron Wesley - Charlie Westbrook - Eric Williams - Jeremiah Wilson - Thomas Massamba - Vitaliy Kovalenko - Rashaun Broadus - Todd O'Brien |